# Рибці (зупинний пункт)
Рибці (біл. Рыбцы) — зупинний пункт Мінського відділення Білоруської залізниці в Пуховицькому районі Мінської області. Розташований у селі Рибці; на лінії Осиповичі I — Мінськ-Пасажирський, поміж зупинними пунктами Рівнопілля і Зазерка.